# The Redemption
Pour les articles homonymes, voir Rédemption (homonymie).
Pour plus de détails, voir Fiche technique et Distribution.
The Redemption ou La Loi du crime au Québec (House of the Rising Sun)  est un film américain réalisé par Brian A. Miller (en), sorti en 2011.

## Résumé
Ray, un ancien détenu, essaie de changer de vie en travaillant dans une boîte de nuit. Un soir, la boîte est volée et le fils du propriétaire est tué par balle. Ray doit chercher la personne responsable de ce crime tout en essayant de convaincre les policiers et la mafia de son innocence.

## Fiche technique
- Scénario : Brian A Miller, Chuck Hustmyre
- Directeur de la photographie : William Eubank
- Durée : 90 min.
- Pays :  États-Unis

## Distribution
- Dave Bautista (VQ : Frédéric Paquet) : Ray Shane
- Amy Smart (VF : Laura Blanc ; VQ : Catherine Proulx-Lemay) : Jenny Porter
- Danny Trejo : Carlos Marcella
- Dominic Purcell (VF : Éric Aubrahn ; VQ : Pierre-Étienne Rouillard) : Tony Zello
- Debra Harrison-Lowe : Priscilla Zello
- Lyle Kanouse (VQ : Denis Gravereaux) : Vinnie Marcella
- Craig Fairbrass (VQ : Alexandre Fortin) : Charlie Blackstone
- John G. Carbone : Peter
- Franz Klain : Joey
- Brian Vander Ark (en) (VQ : Daniel Lesourd) : l'inspecteur Jimmy LaGrange
- Roy Oraschin : Dylan Sylvester
- Tim Fields (VQ : Jean-François Beaupré) : l'inspecteur Carl Landry
- Brian A. Miller (en) : Mack

 Source et légende : version française (VF) sur RS Doublage et version québécoise (VQ) sur Doublage QC